# 里艾恩
里艾恩（羅曼什語發音：[ʁiˈjɛɪ̯n] ⓘ）是瑞士格勞賓登州的一个旧市镇，位於該國東部，面積15.88平方公里，海拔高度1,270米，2011年人口67，六成居民使用羅曼什語，人口密度每平方公里4人。